# 欧拉猜想
歐拉猜想是由歐拉提出，從費馬最後定理引出的猜想，已經確定不成立。
這猜想是說對每個大於2的整數{\displaystyle n}，任何{\displaystyle n-1}個正整數的{\displaystyle n}次冪的和都不是某正整數的n次冪，也就是說以下不定方程無正整數解。
{\displaystyle \sum _{i=1}^{n-1}a_{i}^{n}=b^{n},\,\forall n>2}

## 歷史
這猜想在1966年被L. J. Lander和T. R. Parkin推翻。他們利用當時最快的電腦CDC 6600找出{\displaystyle n=5}的反例：
{\displaystyle 27^{5}+84^{5}+110^{5}+133^{5}=144^{5}}
1988年，諾姆·埃爾奇斯找出一個對{\displaystyle n=4}製造反例的方法。他給出的反例中最小的如下：
{\displaystyle 2682440^{4}+15365639^{4}+18796760^{4}=20615673^{4}}
Roger Frye以埃爾奇斯的技巧用電腦直接搜索，找出{\displaystyle n=4}時最小的反例：
{\displaystyle 95800^{4}+217519^{4}+414560^{4}=422481^{4}}